# Aqui o Sistema É Bruto
Aqui o Sistema É Bruto é um álbum de estúdio da dupla brasileira de música sertaneja Chitãozinho & Xororó, lançado em outubro de 2004. Seus maiores sucessos são: "Sinônimos", que contou com a participação especial do cantor brasileiro Zé Ramalho e foi tema das telenovelas A Escrava Isaura e A Favorita, e "Aqui o Sistema é Bruto". A faixa "Se" (que é uma versão da música "If", da banda Bread), fez parte da trilha sonora da novela Esmeralda, exibida pelo SBT.
O álbum vendeu mais de 180 mil cópias e conquistou o disco de platina da ABPD.

## Faixas
| N.º | Título                                   | Compositor(es)                                    | Duração |  |
| 1.  | "Aqui o Sistema é Bruto"                 | Cacá Moraes / Gil Cardoso                         | 3:53    |  |
| 2.  | "Sinônimos" (part. Zé Ramalho)           | César Augusto / Paulo Sérgio Valle / Cláudio Noam | 4:43    |  |
| 3.  | "Essência do Prazer"                     | Alex Cohen                                        | 3:59    |  |
| 4.  | "Sem Destino"                            | Xororó                                            | 3:59    |  |
| 5.  | "Se (If)"                                | David Gates (versão: Maurício Gaetani)            | 2:45    |  |
| 6.  | "Só Sei Que Doi"                         | Xororó / Danimar                                  | 3:26    |  |
| 7.  | "Quero Você"                             | Chitãozinho / Xororó                              | 3:39    |  |
| 8.  | "Mulheres"                               | Toninho Geraes                                    | 4:17    |  |
| 9.  | "Amor Infinito"                          | Xororó                                            | 3:14    |  |
| 10. | "De Vez Em Quando Vem"                   | Lucimar / Monalisa                                | 3:42    |  |
| 11. | "Tradição Gaúcha" (part. Grupo Tradição) | Chico Amado                                       | 3:35    |  |
| 12. | "Zé Bento"                               | José Felipe / Paulo Elias                         | 3:15    |  |